# North Shore Mountains

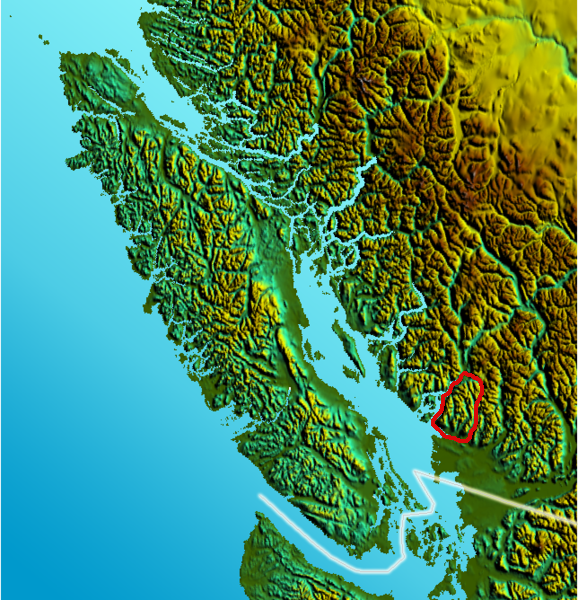
Lage der North Shore Mountains

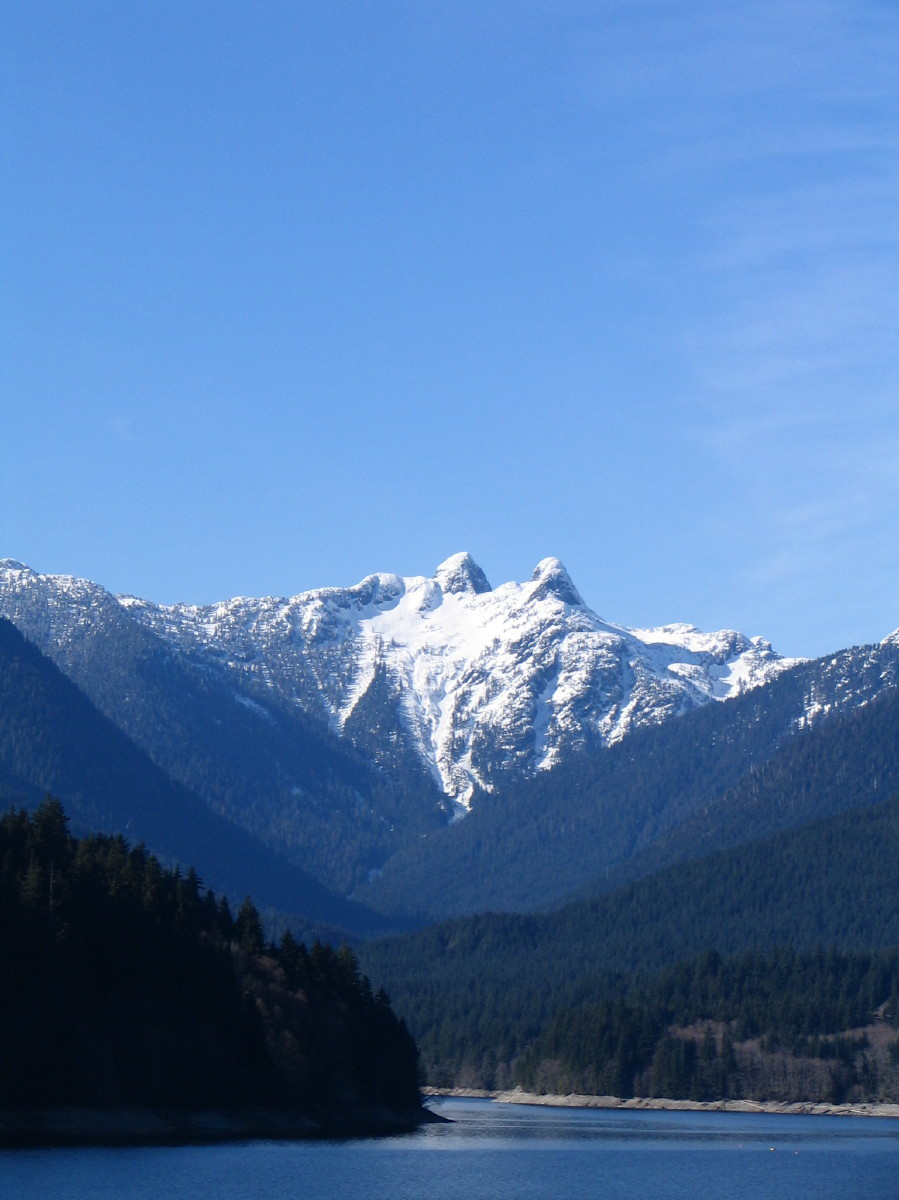
The Lions

Die North Shore Mountains sind ein Gebirgszug im Südwesten der kanadischen Provinz British Columbia. Sie liegen unmittelbar nördlich des Ballungsgebietes Metro Vancouver und bilden den südlichsten Teil der Coast Mountains. Ihr Name bezieht sich auf die Lage am Nordufer (engl. north shore) des Fjordes Burrard Inlet, direkt gegenüber der Stadt Vancouver. Der Gebirgszug wird im Westen durch den Howe Sound begrenzt, im Norden und Nordosten durch die Garibaldi Ranges und im Osten durch einen weiteren Fjord, den Indian Arm.
Am Ufer des Burrard Inlet befinden sich die drei „North-Shore-Gemeinden“ North Vancouver, West Vancouver und District of North Vancouver. Drei tief eingeschnittene Flusstäler unterteilen die North Shore Mountains, der Capilano River, der Lynn River und der Seymour River. Das Quellgebiet steht unter strengem Naturschutz und darf nur in Ausnahmefällen betreten werden. Trotz ihrer relativ geringen Höhe (bis knapp 1800 m) sind die Berge sehr steil und stellenweise unzugänglich. Die klimatischen Verhältnisse kontrastieren sehr stark mit jenen im nahegelegenen Vancouver, wo die Niederschlagsmengen bedeutend geringer sind und das Wetter weniger wechselhaft ist.
Aufgrund ihrer Nähe zur Großstadt Vancouver sind die North Shore Mountains ein beliebtes Naherholungsgebiet, in denen mit dem Mount Seymour Provincial Park, dem Indian Arm Provincial Park und dem Cypress Provincial Park drei Provinzparks liegen. Durch die bewaldeten Hänge zieht sich ein ausgedehntes Netz von Wanderwegen und Mountainbike-Pfaden; nach dem Gebirgszug sind die North-Shore-Trails benannt. Am Mount Seymour, am Grouse Mountain und im Gebiet Cypress Mountain kann Wintersport betrieben werden (Ski Alpin, Snowboard, Langlauf).
Höchster Berg der North Shore Mountains ist der Brunswick Mountain, dessen Gipfel auf 1788 m liegt. Am bekanntesten sind  jedoch The Lions (1646 m); auf dem Gipfelgrat ragen zwei hohe Felsen in die Höhe, die von weitem wie zwei Löwenköpfe aussehen.